# Fiescherhorn
Fiescherhorn - góra w Alpach Berneńskich, części Alp Zachodnich. Leży w Szwajcarii na granicy kantonów Berno i Valais. Góra jest otoczona wyższymi szczytami i jest widoczna jedynie z miejscowości Grindelwald. 
Składa się z trzech wierzchołków:
- Gross Fiescherhorn (4049 m n.p.m.),
- Hinter Fiescherhorn (4025 m n.p.m.),
- Ochs (3900 m n.p.m.).

Szczyty można zdobyć ze schronisk: Mönchjochhütte (3658 m), Konkordiahütte (2850 m) i Finsteraarhornhütte (3046 m). Pierwszego wejścia na najwyższy szczyt dokonali H.B. George, Christian Almer, Ulrich Kaufmann i Adolphus Warburton Moore 23 lipca 1862 r.